# Гэмбл, Уильям
Уильям Гэмбл (англ. William Gamble; 1 января 1818 — 20 декабря 1866) — американский военный инженер и кавалерийский офицер армии Союза во время американской гражданской войны. Известен в основном как командир бригады, которая сделала первые выстрелы в начале сражения при Геттисберге.

## Ранние годы
Гэмбл родился в деревне Лиснаррик, в графстве Фермана в Ирландии. Он изучал инженерное дело и работал инспектором в Северной Ирландии. У него был небольшой опыт службы драгуном в британской армии. В 1838 году он эмигрирует в США. Там он записался рядовым в 1-й драгунский полк регулярной армии США и к 1839 году дослужился до старшего сержанта. 6 мая 1841 года он женился на Софье Стейнгранд, от брака с которой имел 13 детей. Участвовал в семинольских войнах, после которых в 1843 году уволился из армии и стал работать инженером в Чикаго. Жил так же в Эванстоне, Иллинойс, и в его доме сейчас размещается антропологический отдел Северо-Западного университета.

## Гражданская война
Когда началась Гражданская война, Гэмбл стал подполковником 8-го Иллинойсского кавалерийского полка (18 сентября 1861 года). В этом ему помог его близкий друг, конгрессмен Джон Фарнсворт, который и занимался формированием этого полка. Джордж, сын Уильяма Гэмбла, так же вступил в этот полк в звании первого лейтенанта.
Полк Гэмбла был включён в Пенсильванскую Резервную Дивизию и участвовал в кампании на полуострове, где Гэмбл был ранен в грудь. Это произошло в самом конце кампании, во время атаки пикета противника. 5 декабря 1862 года, после выздоровления, Гэмбл был повышен до полковника и в этом звании участвовал в сражении при Фредериксберге: теперь он командовал 8-м Иллинойсским полком в бригаде Фарнсворта, которая непосредственно в бой введена не была. Весной 1863 года он стал командиром 1 бригады в дивизии Плезонтона, однако ушёл в отпуск по болезни (предположительно из-за осложнений после ранения на полуострове) и пропустил сражение при Чанселорсвилле.
В начале геттисбергской кампании он всё ещё был в отпуске и пропустил битву за станцию Бренди. Он вернулся в строй только 13 июня 1863 года. На этот момент его бригада была включена в 1-ю дивизию генерала Джона Бьюфорда. Эта дивизия первой вышла к Геттисбергу 30 июня 1863, и бригада Гэмбла шла в голове колонны. Утром 1 июля генерал Бьюфорд развернул свои бригады вокруг Геттисберга, при этом бригада Дэвина прикрывала северное направление, в бригада Гэмбла — западное. Гэмбл разместил 275 человек в передовой пикетной линии на хребте Нокслин, ещё 500 человек — позади на хребте Герр-Ридж, а остальных людей — на хребте Макферсона. Пикет на хребте Нокслин первый заметил противника (батальон Пеграма, передовую часть дивизии Генри Хета) и лейтенант Маселлиус Джонс из 8-го Иллинойсского сделал первый выстрел в сражении при Геттисберге. Пикеты сумели задержать противника на 3 часа и когда южане начали наступление на хребет Макферсона, туда уже успели прийти две пехотные бригады корпуса Джона Рейнольдса. Пехотинцы сменили кавалеристов, которые отошли в тыл и более в сражении не участвовали.
В конце года Гэмбл возглавил кавалерийскую дивизию XXII корпуса, которой командовал до конца войны. Его дивизия в основном занималась защитой Вашингтона и время от времени воевала с партизанами Джона Мосби. 12 декабря 1864 года он получил временное звание бригадного генерала, а 25 декабря 1865 года — постоянное звание бригадного генерала. 13 марта 1866 года он покинул добровольческую армию и вернулся в регулярную армию, где служил в 8-м кавалерийском полку в звании майора.
В 1866 году Гэмбл умер от холеры в Вирджин-Бей в Никарагуа и был похоронен там же.

## В культуре
Бак Тейлор сыграл роль Гэмбла в фильме «Геттисберг» в 1993 году.